# 브러시리스 모터

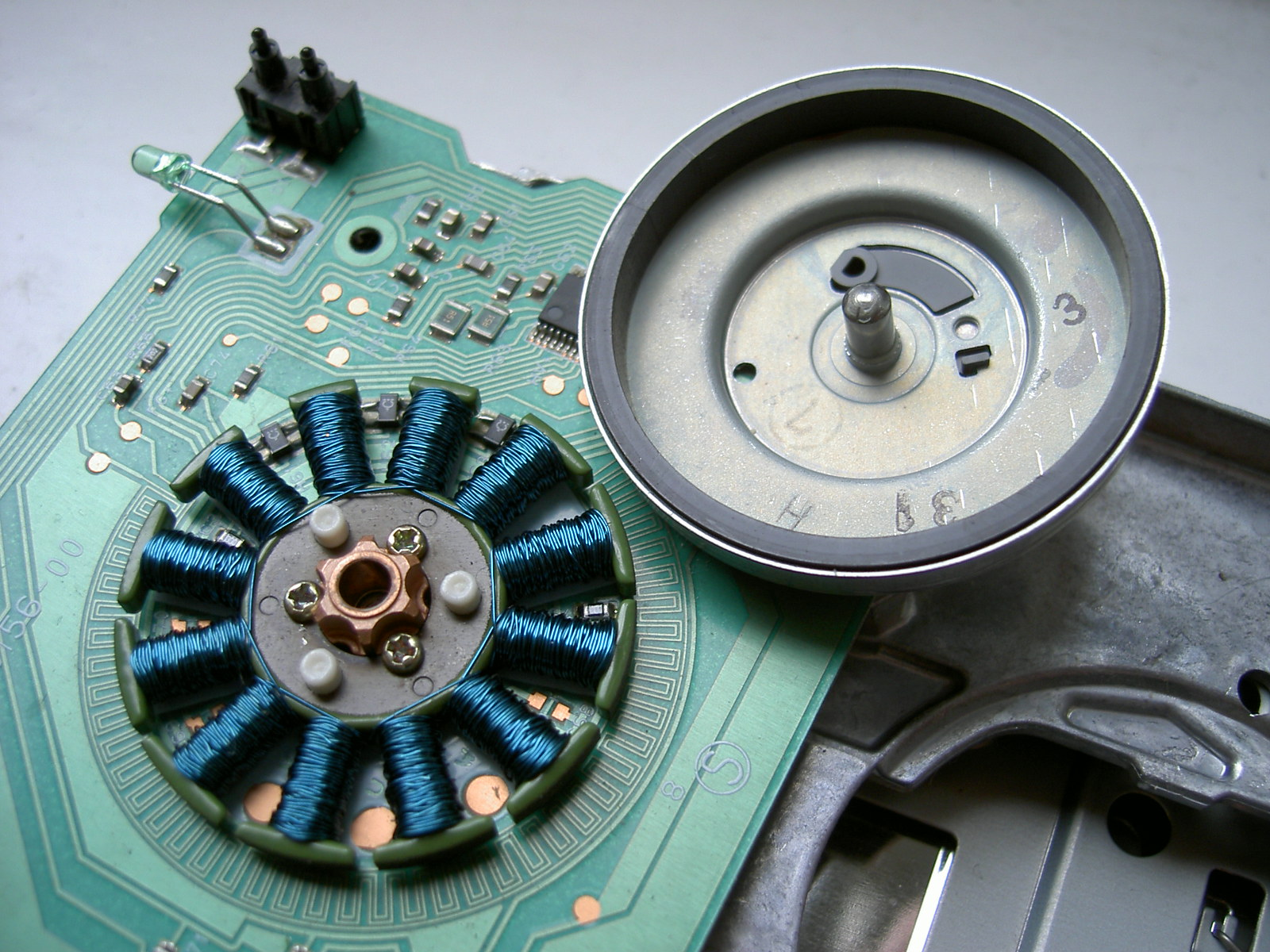

브러시리스 모터(Brushless Direct Current motor, BLDC motor)는 직류전동기와 비슷한 출력 특성을 가진 동기전동기의 일종이다.
dc모터는 도선이 자기장 안에 있을 때 받는 힘인 전자기력에 의해 토크를 얻게 되는데, 브러시(brush)라는 부분이 도선과 닿는 부분이 수시로 바뀌며 돌기 때문에 회전방향이 유지되며 빠른 속도로 돌아갈 수 있다. 이때 가만히 있는 부분을 고정자 (stator), 돌고 있는 부분을 회전자(rotor)라고 부른다. 그러나 이러한 브러시는 맞닿은 채로 돌아가기 때문에 마모되기 쉽고, 어떨 때는 스파크의 원인이 되기도 한다. 또한 모터의 종류에 따라 하드웨어적 성능이 다르기 때문에 정밀하게 속도를 제어하기 매우 어렵다.
이러한 문제점을 해결하기 위해 도선이 맞닿아있지 않아도 토크를 만들어내고, 더욱 쉽고 편하게 소프트웨어적인 제어가 가능한 BLDC 모터를 만들어냈다.
BLDC모터의 회전자는 영구자석, 고정자는 코일(전자석)이다. 코일은 마주보고 있는 코일들끼리 함께 전류가 통한다. 가장 흔하게는 RC 분야에서 쓰이는 모터를 볼 수 있으며 보통 통돌이 모터들이 많이 보이는 편이다. 통돌이라는 말은 영어의 Outrunner를 한국식으로 해석한 것으로, 이 모터는 일반 깡통모터(CanMoter 또는 InRunner Motor)와는 다르게 캔 속의 코일은 고정되어 있고, 캔 자체가 돌아간다. 그리하여, 통돌이 모터라고 부른다. 반대로 Inrunner도 있다. 일반 브러시 모터와 외관이 비슷하며 RC카에 자주 쓰인다. 코일 사이에 존재하는 연결점 덕분에 서로 연결이 되어있기 때문에 한 코일에만 전류를 흘려주면 전류를 더 효율적으로 흐르게 만들 수 있으며, 실제로도 그렇다. 결국 이러한 점에서 본다면 AC모터와 다른 점이 없어서 세 가닥의 전선들 가운데 몇 개만 바꾸더라도 회전 방향이 바뀐다. 영구자석 회전자와 전류가 인가된 권선으로부터 생성되는 자기장 사이의 관계에 의해 전기 에너지는 회전자를 회전시킴으로써 기계적인 에너지로 변환된다. 그림 왼쪽에는 간단한 형태의 브러시리스 모터의 내부를 나타내고 있으며, 오른쪽은 고정자의 전기적인 구성을 나타내고 있다. 그렇기 때문에 이런 전류를 제어해줄 부품인 ESC가 필요하다.
보통 드론용, 비행기 모터와 같은 용도로 많이 사용되며 그 외에도 다양하게 쓰이고 있다.

## 같이 보기
- 농형 3상 유도전동기